# Challenger Concepción 2023
Il Challenger Concepción 2023, noto anche come Dove Men+ Care Concepción 2023 per motivi di sponsorizzazione, è stato un torneo maschile di tennis giocato sulla terra rossa. È stata la 3ª edizione del torneo e faceva parte della categoria Challenger 100 nell'ambito dell'ATP Challenger Tour 2023. Si è giocato allo Stadio spagnolo di Chiguayante di Concepción, in Cile, dal 23 al 29 gennaio 2023.

## Partecipanti

### Teste di serie
| Nazionalità | Giocatore             | Ranking* | Testa di serie |
| ----------- | --------------------- | -------- | -------------- |
| Argentina   | Federico Coria        | 76       | 1              |
| Cile        | Alejandro Tabilo      | 102      | 2              |
| Perù        | Juan Pablo Varillas   | 103      | 3              |
| Argentina   | Juan Manuel Cerúndolo | 126      | 4              |
| Argentina   | Camilo Ugo Carabelli  | 127      | 5              |
| Bolivia     | Hugo Dellien          | 131      | 6              |
| Argentina   | Federico Delbonis     | 136      | 7              |
| Kazakistan  | Timofej Skatov        | 144      | 8              |

* Ranking al 16 gennaio 2023.

### Altri partecipanti
I seguenti giocatori hanno ricevuto una wild card per il tabellone principale:
- Guido Andreozzi
- Gonzalo Lama
- Matías Soto

I seguenti giocatori sono entrati in tabellone come alternate:
- Andrea Collarini
- Mariano Navone

I seguenti giocatori sono passati dalle qualificazioni:
- Pedro Boscardin Dias
- Hernán Casanova
- João Lucas Reis da Silva
- Oriol Roca Batalla
- Juan Bautista Torres
- Daniel Dutra da Silva

Il seguente giocatore è entrato in tabellone come lucky loser:
- Nicolás Mejía

## Punti e montepremi
| Torneo    | Torneo              | V      | F      | SF    | QF    | 2T    | 1T    | Q | Q2  | Q1  |
| Singolare | Punti               | 100    | 60     | 36    | 20    | 9     | 0     | 5 | 2   | 0   |
| Singolare | Premi in denaro ($) | 17 650 | 10 380 | 6 140 | 3 570 | 2 105 | 1 270 | – | 635 | 320 |
| Doppio    | Punti               | 100    | 60     | 36    | 20    | –     | 0     | – | –   | –   |
| Doppio    | Premi in denaro ($) | 7 590  | 4 400  | 2 645 | 1 570 | –     | 880   | – | –   | –   |

## Campioni

### Singolare
Federico Coria ha sconfitto in finale  Timofej Skatov con il punteggio di 6–4, 6–3.

### Doppio
Guido Andreozzi /  Guillermo Durán hanno sconfitto in finale  Luciano Darderi /  Oleg Prihodko con il punteggio di 7–6(1), 6(3)–7, [10–7].